# Trididemnum vahaereere
Trididemnum vahaereere är en sjöpungsart som beskrevs av Monniot 1987. Trididemnum vahaereere ingår i släktet Trididemnum och familjen Didemnidae. Inga underarter finns listade i Catalogue of Life.